# Nossa Senhora da Conceição Aparecida
Nossa Senhora da Conceição Aparecida, popularmente chamada de Nossa Senhora Aparecida, é uma das invocações de Maria, mãe de Jesus. É a padroeira do Brasil.
O título, sempre evocado na Ladainha Lauretana, faz relação com o dogma da Imaculada Conceição. Com efeito, no dia 8 de dezembro a Igreja Católica celebra a solenidade de Nossa Senhora da Imaculada Conceição. Esta data lembra o dia 08 de dezembro de 1854, no qual o Papa Pio IX proclamou o dogma da Imaculada Conceição, porém a festa já tinha longa tradição. Esta devoção tem profunda relação com Portugal e consequentemente com o Brasil, pois desde 8 de dezembro de 1147, Portugal consagrou seu país à Imaculada Conceição.
Venerada na Igreja Católica, Nossa Senhora Aparecida é representada de pele negra por uma pequena imagem de terracota de Nossa Senhora da Imaculada Conceição, atualmente alojada na Catedral Basílica de Nossa Senhora Aparecida, localizada na cidade de Aparecida, em São Paulo.
Sua festa litúrgica é celebrada em 12 de outubro, um feriado nacional no Brasil desde 1980, quando o Papa João Paulo II consagrou a basílica, que é o quarto santuário mariano mais visitado do mundo, capaz de abrigar até 30 mil fiéis.

## História

### Achado da imagem

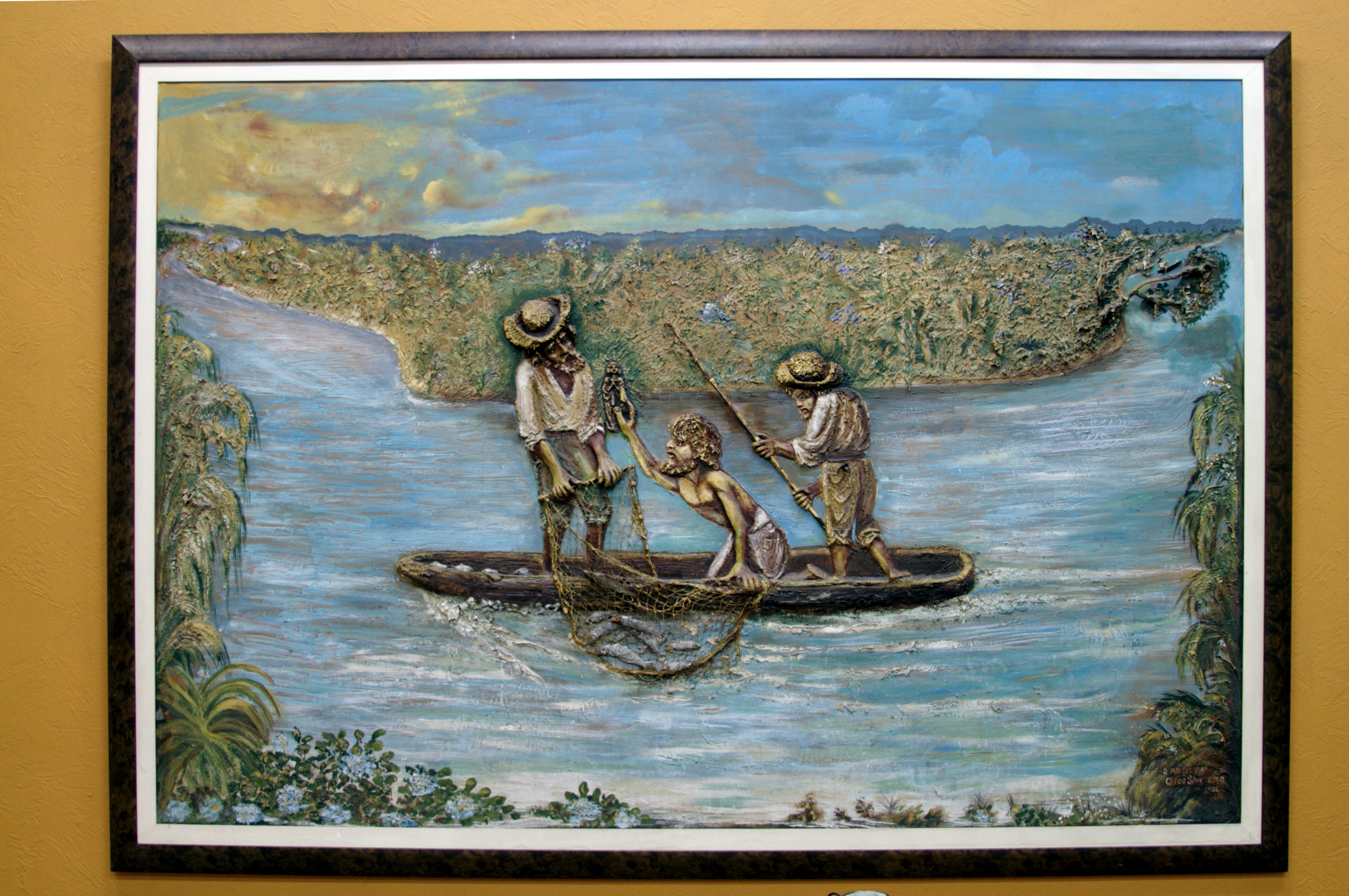
Quadro que representa a pesca em que ocorreu o achado da imagem de Nossa Senhora Aparecida.

Há duas fontes sobre o achado da imagem, que se encontram no Arquivo da Cúria Metropolitana de Aparecida (anterior a 1743) e no Arquivo da Companhia de Jesus, em Roma: a história registrada pelos padres José Alves Vilela, em 1743, e João de Morais e Aguiar, em 1757, cujos documentos se encontram no Primeiro Livro de Tombo da Paróquia de Santo Antônio de Guaratinguetá.
Segundo os relatos, a aparição da imagem ocorreu na segunda quinzena de outubro de 1717, quando Pedro Miguel de Almeida Portugal e Vasconcelos, conde de Assumar e governante da capitania de São Paulo e Minas de Ouro, estava de passagem pela cidade de Guaratinguetá, no vale do Paraíba, durante uma viagem até Vila Rica.
O povo de Guaratinguetá decidiu fazer uma festa em homenagem à presença de Dom Pedro de Almeida e, apesar de não ser temporada de pesca, os pescadores lançaram seus barcos no rio Paraíba do Sul, com a intenção de oferecerem peixes ao conde. Domingos Garcia, João Alves e Filipe Pedroso rezaram para a Virgem Maria e pediram a ajuda de Deus. Após várias tentativas infrutíferas, desceram o curso do rio até chegarem ao Porto Itaguaçu. Eles já estavam para desistir da pescaria quando João Alves jogou sua rede novamente, em vez de peixes, apanhou o corpo de uma imagem da Virgem Maria, sem a cabeça. Ao lançar a rede novamente, apanhou a cabeça da imagem, que foi envolvida em um lenço. Após terem recuperado as duas partes, a figura da Virgem Aparecida teria ficado tão pesada que eles não conseguiam mais movê-la. A partir daquele momento, os três pescadores apanharam tantos peixes que se viram forçados a retornar ao porto, uma vez que o volume da pesca ameaçava afundar as embarcações. Esta foi a primeira intercessão atribuída à santa.

### Início da devoção
Durante os quinze anos seguintes, a imagem permaneceu na residência de Filipe Pedroso, onde as pessoas da vizinhança se reuniam para orar. A devoção foi crescendo entre o povo da região e houve relatos de milagres por aqueles que oravam diante da santa. A fama de seus poderes foi se espalhando por todas as regiões do Brasil. Diversas vezes as pessoas que à noite faziam diante dela as suas orações, diziam que viam luzes de repente apagadas e depois de um pouco reacendidas sem nenhuma intervenção humana. Logo, já não eram somente os pescadores os que vinham rezar, mas também muitas outras pessoas das vizinhanças. A família construiu um oratório no Porto de Itaguaçu, que logo tornou-se pequeno para abrigar tantos fiéis.
Assim, por volta de 1734, o vigário de Guaratinguetá construiu uma capela no alto do morro dos Coqueiros, aberta à visitação pública em 26 de julho de 1745. A capela foi erguida com a ajuda do filho de Filipe Pedroso, que não aprovava o local escolhido, pois considerava mais cômodo para os fiéis uma região próxima ao povoado.
No dia 20 de abril de 1822, em viagem pelo Vale do Paraíba, o então Príncipe Regente do Brasil, Dom Pedro I e sua comitiva, visitaram a capela e conheceram a imagem de Nossa Senhora Aparecida. Dom Pedro tinha novo compromisso público: visitar a então capela de Nossa Senhora Aparecida, hoje no município de Aparecida. Tratava-se de um importante ponto de peregrinação católica, pois o pequeno templo havia sido erguido justamente para abrigar a imagem da santa, encontrada ali na região em 1717 e, depois, proclamada padroeira do Brasil. Rezzutti conta que antigos relatos afirmam que Dom Pedro teria rezado na igrejinha e feito uma promessa: se tudo corresse bem, ele faria de Nossa Senhora Aparecida a padroeira do Brasil independente. Na realidade, depois de se tornar imperador, Pedro I escolheu São Pedro de Alcântara como padroeiro. O número de fiéis não parava de aumentar e, em 1834, foi iniciada a construção de um templo maior, hoje Basílica Velha, sendo solenemente inaugurado e benzido em 8 de dezembro de 1888.

### Coroa de ouro e o manto azul
Em 6 de novembro de 1888, a princesa Isabel visitou pela segunda vez a basílica e ofertou à santa, em pagamento de uma promessa feita em sua primeira visita, em 8 de dezembro de 1868, uma coroa de ouro cravejada de diamantes e rubis, juntamente com um manto azul, ricamente ornado.

### Chegada dos missionários redentoristas
Em 28 de outubro de 1894, chegou a Aparecida um grupo de padres e irmãos da Congregação dos Missionários Redentoristas, para trabalhar no atendimento aos romeiros que acorriam aos pés da imagem para rezar com a Senhora "Aparecida" das águas.

### Coroação canônica da imagem
A 8 de setembro de 1904, a imagem foi coroada com a coroa doada pela Princesa Isabel e portando o manto anil bordado em ouro e pedrarias, símbolos de sua realeza e patrono. A celebração solene foi dirigida por D. José Camargo Barros, com a presença do núncio apostólico, muitos bispos, o presidente da República Rodrigues Alves e numeroso povo. Depois da coroação o papa concedeu ao santuário de Aparecida mais outros favores: ofício e missa própria de Nossa Senhora Aparecida e indulgências para os romeiros que vão em peregrinação ao Santuário.

### Instalação da basílica
No dia 29 de abril de 1908, a igreja recebeu o título de Basílica Menor, sagrada a 5 de setembro de 1909 recebeu a relíquia de São Vicente Mártir, trazidos de Roma com permissão do Papa.

### Emancipação político-administrativa
Em 17 de dezembro de 1928, o arraial que se formara ao redor da igreja no alto do Morro dos Coqueiros emancipou-se politicamente de Guaratinguetá e se tornou um município, vindo a se chamar Aparecida, em homenagem à Nossa Senhora, cuja devoção fora responsável por sua criação.

### Rainha e Padroeira do Brasil
Nossa Senhora da Conceição Aparecida foi proclamada Rainha do Brasil e sua Padroeira Principal em 16 de julho de 1930, por decreto do Papa Pio XI. A imagem já havia sido coroada anteriormente, em nome do Papa Pio X, por decreto da Santa Sé, em 1904.
Pela Lei n.º 6 802, de 30 de junho de 1980, foi decretado oficialmente feriado o dia 12 de outubro, dedicando-se este dia à devoção. Também nesta lei, a República Federativa do Brasil reconhece oficialmente Nossa Senhora Aparecida como padroeira do Brasil.

### Generalíssima das Forças Armadas
Na ocasião das comemorações do tricentenário (1717-2017) do encontro da venerável imagem de Nossa Senhora da Conceição Aparecida, a Virgem Maria foi homenageada com diversos títulos eclesiásticos e civis concedidos em reconhecimento.
Dentre os já mencionados acima, Rainha do Brasil, conferido em 1904 e o de Padroeira do Brasil, em 1931, junto a estes títulos une-se outro com especial destaque o de Generalíssima do Exército Brasileiro, contudo tratar-se de um título completamente civil e único na história do país, outorgado em 15 de agosto de 1967, cujo jubileu de ouro (50 anos) foi comemorado.

Em 17 de abril de 1965, uma comissão de militares de Belo Horizonte, encaminhou ao Reitor do Santuário de Aparecida o pedido de peregrinação nacional da imagem, em decorrência das comemorações dos 250 anos de seu encontro, a iniciar pela capital mineira Belo Horizonte. O pedido fora levado à Aparecida, em pergaminho, pelo comandante da Polícia Militar do Estado de Minas Gerais, tenente-coronel Antônio de Santa Cecília, o documento trazia os seguintes dizeres:
"O Povo Mineiro, interpretando o desejo de todo o Povo Brasileiro, vem, pela comissão abaixo relacionada, respeitosamente. Pedir a Vossa Eminência Reverendíssima e ao D.D. Conselho Administrativo da Basílica de Nossa Senhora Aparecida, que se dignem conceder licença para que a Imagem de Nossa Senhora Aparecida, Padroeira do Brasil, seja levada em triunfante peregrinação às Capitais de todos os Estados do Brasil, sendo em Brasília aclamada Generalíssima das Gloriosas Forças Armadas Brasileiras”. Segue-se a assinatura do então Presidente da República: Marechal Humberto de Alencar Castelo Branco.
O pedido de peregrinação acabou não sendo atendido, o título de Generalíssima do Exército Brasileiro foi protelado e, assim, coube posteriormente ao então Presidente da República, Marechal Arthur da Costa e Silva, outorgar em 1967 o título, ato que aconteceu em Aparecida, durante as comemorações dos 250 anos do encontro da imagem, na ocasião em que foi entregue pelo legado pontifício, o Cardeal Amleto Cicognani, a Rosa de Ouro – alta condecoração pontifícia exclusiva a mulheres – oferecida pelo Papa Paulo VI, em 15 de agosto de 1967, sendo assim, a imagem de Nossa Senhora da Aparecida passou a contar com o reconhecimento civil conferido pela patente mais alta do Exército Brasileiro, sendo-lhe prestadas as devidas honras militares.
Em 12 de agosto de 2025, a Câmara dos Deputados do Brasil concedeu ao Arcanjo Miguel o título de Comandante Espiritual da Nação Brasileira, contando com a presença da imagem de Nossa Senhora da Conceição Aparecida, a qual teve seu posto renomeado para Generalíssima das Forças Armadas.

### Rosa de Ouro
Em 1967, ao completar-se 250 anos da devoção, o Papa Paulo VI ofereceu ao Santuário a “Rosa de Ouro”, gesto repetido pelo Papa Bento XVI, que ofereceu outra rosa, em 2007, em decorrência da sua viagem apostólica ao país nesse mesmo ano, reconhecendo a importância da santa devoção. Em 9 de outubro de 2017, o Papa Francisco concedeu a terceira rosa, em comemoração aos 300 anos da aparição da imagem.

### Basílica de Nossa Senhora Aparecida
Houve necessidade de um local maior para os romeiros, assim, em 1955 iniciou-se a construção da Basílica Nova. O arquiteto Benedito Calixto idealizou um edifício em forma de cruz grega, com 173 m de comprimento por 168 m de largura; as naves com 40 m e a cúpula com 70 m de altura.
Em 4 de julho de 1980, o Papa João Paulo II, em sua visita ao Brasil, consagrou a Basílica de Nossa Senhora Aparecida, o maior santuário mariano do mundo, em solene missa celebrada, revigorando a devoção à Santa Maria, Mãe de Deus, e sagrando solenemente aquele grandioso monumento.

### Centenário da coroação
No mês de maio de 2004, o Papa João Paulo II concedeu indulgências aos devotos de Nossa Senhora Aparecida, por ocasião das comemorações do centenário da coroação da imagem e proclamação de Nossa Senhora como Padroeira do Brasil. Após um concurso nacional, devotos e autoridades eclesiais elegeram a Coroa do Centenário, que marcaria as festividades do jubileu de coroação realizado naquele ano.

## História antes do achado
Muito se especula sobre a história da imagem de Nossa Senhora Aparecida antes de ser encontrada pelos pescadores, em especial os motivos pelos quais ela foi parar no leito do rio Paraíba do Sul.
Segundo o jornalista Rodrigo Alvarez, autor de Aparecida - A Biografia da Santa que Perdeu a Cabeça, Ficou Negra, Foi Roubada, Cobiçada pelos Políticos e Conquistou o Brasil, a imagem pertencia à capela Nossa Senhora do Rosário, então propriedade do capitão José Correia Leite, inaugurada em 1712. Por algum motivo, a imagem teria se acidentado e sido jogada no rio Paraíba do Sul, já que na cultura popular brasileira a preservação de objetos religiosos danificados dentro de casa, em especial os feitos de barro ou cerâmica, pode causar mau agouro. Outra hipótese, menos difundida, afirma que a imagem ficava exposta em uma capela do município de Roseira e teria sido arrastada por uma enchente, sofrendo danos pelo caminho.
Já de acordo com padre José Inácio de Medeiros, superior provincial dos padres redentoristas de São Paulo, a imagem ficou no leito do rio entre 50 e 70 anos. O sacerdote calculou o tempo de submersão considerando que ela foi esculpida na segunda metade do século XVII, pouco após seu término sido transportada ao Vale do Paraíba e logo submersa nas águas do rio devido a sua fragmentação. Com isso, teria ficado debaixo d'água por décadas.

## Descrição da imagem

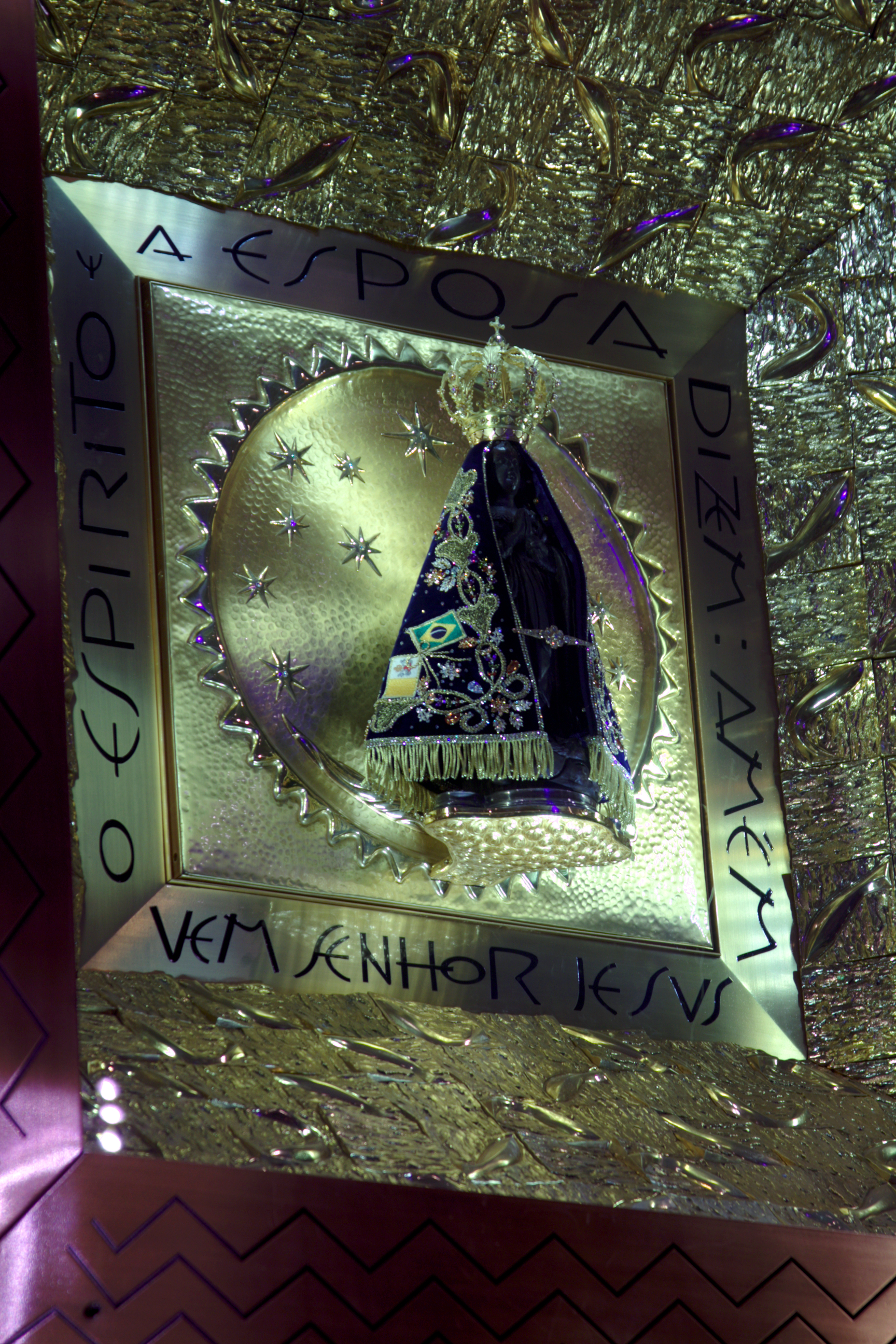
A imagem, tal como se encontra no interior da Basílica.

A imagem retirada das águas do rio Paraíba do Sul em 1717 mede trinta e seis centímetros de altura e é de terracota, ou seja, argila que após modelada é cozida num forno apropriado. Representa a Imaculada Conceição. Em estilo seiscentista, como atestado por diversos especialistas que a analisaram, acredita-se que originalmente apresentaria uma policromia, como era costume à época, embora não haja documentação que comprove tal suspeita. A argila utilizada para a confecção da imagem é oriunda da região de Santana do Parnaíba, na Grande São Paulo. Quando recolhida pelos pescadores, estava sem a policromia original, devido ao longo período em que esteve submersa nas águas do rio. A cor de canela que apresenta hoje deve-se à exposição secular à fuligem produzida pelas chamas das velas, lamparinas e candeeiros, acesas por seus devotos.
Através de estudos estilísticos, alguns especialistas atribuíram a autoria da imagem ao frei Agostinho de Jesus, um monge beneditino fundador de uma escola de santeiros muito influente e longeva, mas embora essa opinião tenha vindo a predominar, não há um verdadeiro consenso, vários outros pesquisadores a atribuem a algum de seus muitos seguidores. Os peritos que restauraram a estátua depois do atentado de 1978 que a destruiu declararam que é seguramente de autor ativo em São Paulo na primeira metade do século XVII, mas não indicaram um nome específico. O Santuário Nacional de Aparecida não lhe dá um autor definitivo, mas reconhece a atribuição a frei Agostinho.
O motivo pelo qual a imagem se encontrava no fundo do rio Paraíba é que, durante o período colonial, as imagens sacras de terracota eram jogadas em rios ou enterradas quando quebradas.
A imagem foi tombada pelo Conselho de Defesa do Patrimônio Histórico, Arqueológico, Artístico e Turístico do Estado (Condephaat), em 2012, sendo considerada como patrimônio do Estado de São Paulo.

### Atentado à imagem

Os fragmentos do corpo da imagem, depois do atentado de 1978.

Em 1978, após sofrer um atentado que a reduziu a quase duzentos fragmentos, a imagem foi encaminhada a Pietro Maria Bardi, à época diretor do Museu de Arte de São Paulo (MASP), que a examinou, juntamente com João Marino, colecionador de imagens sacras brasileiras. Foi então totalmente restaurada, no MASP, pelas mãos da artista plástica Maria Helena Chartuni.

## Primeiros milagres
Em 1748, o padre Francisco da Silveira, estava em missa realizada onde hoje é o município de Aparecida, quando escreveu uma crônica onde menciona a imagem de Nossa Senhora como "famosa por muitos milagres realizados". Na mesma crônica descreve que os peregrinos se locomoviam grandes distâncias para agradecer as graças alcançadas.

### Milagre das velas
Estando a noite serena, repentinamente as duas velas que iluminavam a Santa se apagaram. Houve espanto entre os devotos, e Silvana da Rocha, querendo acendê-las novamente, não conseguiu, pois elas acenderam por si mesmas. Este relato, provavelmente de 1733, é tido como um milagre de Nossa Senhora por seus devotos.

### Caem as correntes
Em meados de 1850, um escravo chamado Zacarias, preso por grossas correntes, ao passar pela igreja onde se encontrava a imagem de Nossa Senhora Aparecida, pede ao feitor permissão para rezar. Recebendo autorização, o escravo se ajoelha diante de Nossa Senhora Aparecida e reza fervorosamente. Durante a oração as correntes milagrosamente soltam-se de seus pulsos, deixando Zacarias livre.

### Cavaleiro e a marca da ferradura
Um cavaleiro de Cuiabá, passando por Aparecida, ao se dirigir para Minas Gerais, viu a fé dos romeiros e começou a zombar, dizendo que aquela fé era uma bobagem. Quis provar o que dizia, entrando a cavalo na igreja. Logo na escadaria, a pata de seu cavalo se prendeu na pedra da escada do templo (Basílica Velha), vindo a derrubar o cavaleiro; após o fato, a marca da ferradura ficou cravada na pedra. O cavaleiro arrependido pediu perdão e tornou-se devoto.

### A menina cega de nascença de Jaboticabal - SP
Por serem muito devotos de Nossa Senhora Aparecida, os membros da família Vaz, de Jaboticabal, rezavam e falavam muito sobre os acontecimentos referentes à Nossa Senhora Aparecida. O casal desta família tinha uma filha que era cega de nascença e que sempre ouvia atentamente o que falavam. A menina tinha uma vontade muito grande de ir à Igreja, uma viagem difícil para a época. Com muita dificuldade, mas com fé e perseverança, a família enfrentou os obstáculos e foi visitar a igreja que atualmente é a Matriz Basílica de Aparecida, a popular "Basílica Velha", em 1874. chegou às escadarias da Igreja, quando a menina exclamou: "Mãe, como é linda esta Igreja!". A partir daquele momento ela passou a enxergar normalmente.

### O menino no rio
Em 1862, às margens do Rio Paraíba do Sul, residia a família de um jovem chamado Marcelino, que tinha apenas três anos de idade naquela época. Em um momento a bordo de um barco, infelizmente, o garoto acabou caindo nas águas turbulentas do Rio Paraíba. Diante dessa situação angustiante, sua mãe, Angélica, e sua irmã, Antônia, se ajoelharam em desespero e fizeram uma fervorosa súplica à Nossa Senhora, pedindo sua intervenção divina para evitar uma tragédia. O menino, que não sabia nadar e estava à mercê da forte correnteza, de repente, começou a flutuar sem se perder nas águas do rio. Esse fenômeno encheu seus corações pela intervenção divina que estavam testemunhando.

### O homem e a onça
Manoel Barreto, um residente de Salto de Paranapanema, caçava catetos, uma presa frequentemente perseguida por onças. Depois de disparar dois tiros, encontrou-se em uma situação perigosa quando uma grande onça se aproximou. No entanto, ele se ajoelhou e invocou a proteção de Nossa Senhora Aparecida com fé genuína, fazendo com que a onça recuasse e o deixasse ileso. Em agradecimento, Manoel Barreto dedicou sua fotografia no altar-mor da Igreja Matriz, oferecendo donativos à santa. Esse evento, datado de aproximadamente 1824, foi imortalizado em uma pintura encomendada por Dom Joaquim de Monte Carmelo.

## Coroa comemorativa

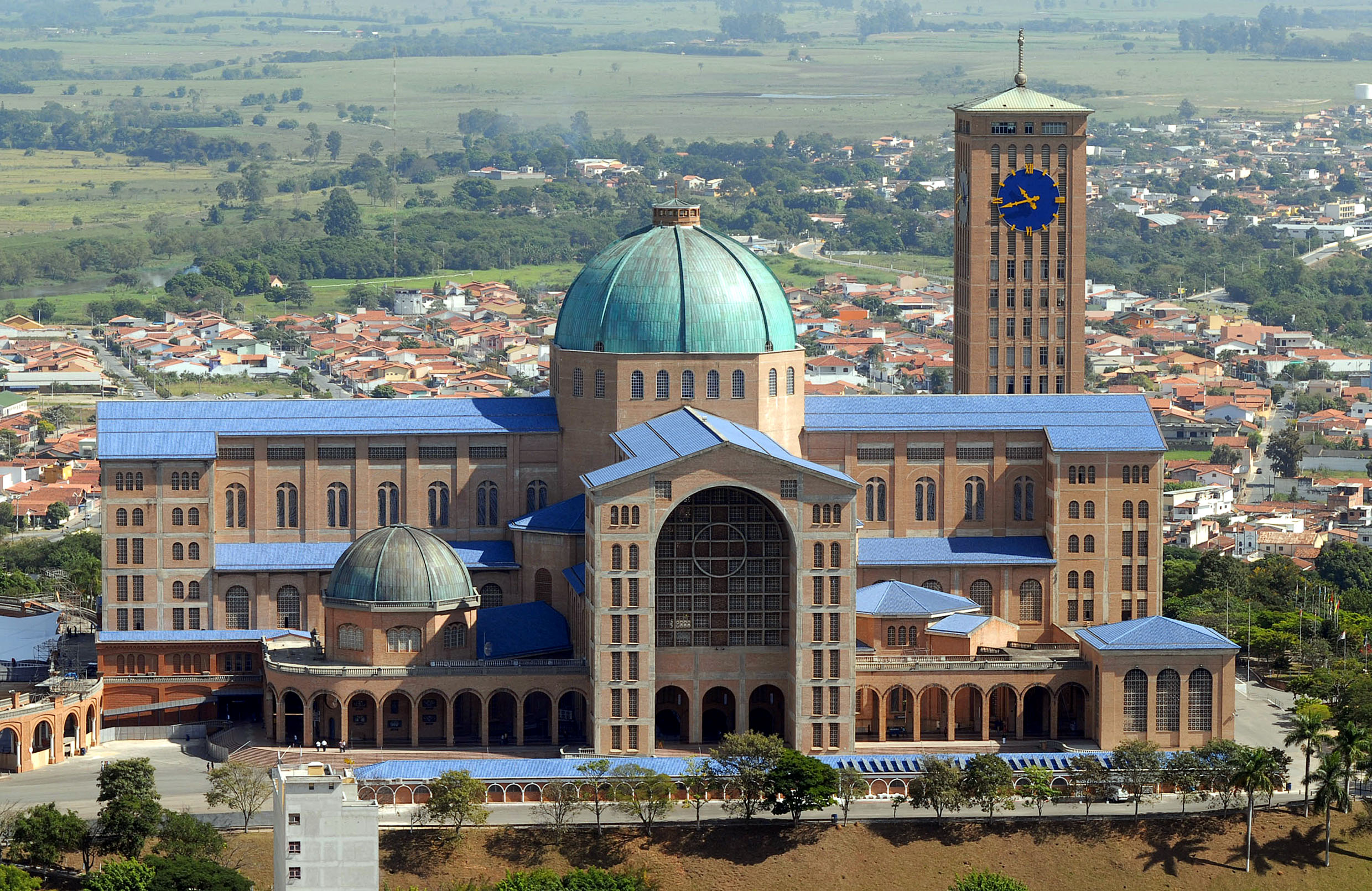
Basílica de Nossa Senhora Aparecida, Brasil.

Para celebrar o centenário da Coroação da Imagem da Padroeira do Brasil, a Associação de Joalheiros e Relojoeiros do Noroeste Paulista - AJORESP, com apoio técnico do Sebrae (São Paulo), promoveu um Concurso Nacional de Design, visando selecionar uma nova Coroa comemorativa do evento.
O Júri Institucional do evento selecionou, por consenso, o projeto da designer Lena Garrido, em parceria com a designer Débora Camisasca, de Belo Horizonte (Minas Gerais). A nova peça foi confeccionada em ouro e pedras preciosas especialmente para a solenidade do Centenário da Coroação de Nossa Senhora Aparecida, no dia 8 de setembro de 2004.

## Atentados à imagem
A imagem já foi, mais de uma vez, fonte de confrontos religiosos entre católicos e protestantes. Em 16 de maio de 1978, um evangélico retirou-a de seu altar na Basílica após a última missa do dia. Ele foi perseguido pelos guardas e por alguns fiéis e, ao ser apanhado, deixou a imagem cair no chão. Por ser um objeto tricentenário, por ter sido feita de terracota e ter ficado submersa no rio Paraíba do Sul por muito tempo, sua reconstrução foi difícil, mas um grupo de artistas do MASP conseguiu colar os pedaços da imagem.

Sérgio von Helde chutando uma imagem de Nossa Senhora Aparecida.

No feriado de Nossa Senhora Aparecida de 1995, ocorreu o incidente conhecido como "chute na santa". O ex-bispo televangelista Sérgio von Helder, da Igreja Universal do Reino de Deus (IURD), chutou uma réplica da imagem de Nossa Senhora Aparecida num programa religioso transmitido de madrugada pela Rede Record, emissora de propriedade da IURD. Na noite seguinte, o Jornal Nacional, da Rede Globo, denunciou o incidente, causando comoção nacional. O evento foi visto por fiéis católicos como um ato de intolerância religiosa. Vários templos da IURD foram atacados e von Helder acabou sendo transferido para a África do Sul.
No dia 12 de dezembro de 2007, quando ainda filiado ao PMDB, o Professor Victório Galli apresentou o Projeto de Lei 2 623/2007. O PL tinha como objetivo retirar de Nossa Senhora Aparecida o título de "padroeira do Brasil", conferindo-lhe o título de "padroeira dos brasileiros católicos apostólicos romanos". Em agosto de 2008, contudo, a Comissão de Educação e Cultura rejeitou o projeto de forma unânime.
Em 25 de abril de 2012, o evangélico Rafael de Araújo Teixeira deu duas marretadas na réplica da imagem localizada numa via pública de Águas Lindas de Goiás. Um grupo de aproximadamente cem pessoas impediu que ele desse mais marretadas na imagem; algumas delas tentaram linchá-lo e a Polícia Militar foi enviada ao local. O rapaz pode responder pelo crime de destruição de patrimônio público, uma vez que a imagem foi construída com recursos da prefeitura municipal.
Outra polêmica envolvendo uma imagem de Nossa Senhora Aparecida ocorreu em setembro de 2017, quando o pastor Agenor Duque, da Igreja Plenitude do Trono de Deus, desferiu zombarias contra a santa comparando-a a uma garrafa de Coca-Cola de forma velada, ou seja, sem mencionar a que se referia, porém, ainda de forma óbvia. Ele também disse que até "a cor dela é parecida" com a do refrigerante. Em seguida, soltou a garrafa no chão e desafiou o objeto a se levantar, afirmando que "você sabe do que estou falando". O pastor se utiliza ainda da fragilidade de pessoas com problemas de saúde para incentivá-las a descartar e quebrar suas imagens, pois diz: "A boca dela não fala. O ouvido dela não ouve. Você que está com câncer, tire ela do pedestal. Talvez tenha um altar aí". Além de Maria, o pastor também referiu-se de forma velada a São Jorge, dizendo: "Tire esse cavalo que está aí, esse homem que está em cima e aceite a Jesus Cristo Salvador", diz, sob aplauso dos fiéis presentes no momento. A fala de Duque gerou revolta de leigos e sacerdotes católicos. Os padres Augusto Bezerra, Léo Assis e Fernando Henrique Guirado se posicionaram contra o pastor. Bezerra questionou o motivo do ódio à Virgem. O deputado estadual Flavinho (PSC) afirmou que processaria o pastor e acionou o Ministério Público de São Paulo, afirmando que "o ato deste pastor configura dois crimes: vilipendiar publicamente ato ou objeto de culto religioso e de racismo", contudo, voltou atrás em sua decisão após Duque pedir perdão aos católicos por sua comparação infeliz, junto de Flavinho em uma live feita pelas redes sociais. Visivelmente constrangido, Duque afirmou que sua comparação havia magoado muitas pessoas, e que era preciso se retratar.
| “ | Na minha casa tem, sim, pastor, a imagem da mãe de Deus, enegrecida, cujo título é Nossa Senhora de Aparecida. Não é uma deusa e não se parece com uma garrafa de refrigerante. Se parece com a Arca da Aliança | ” |
|   | — Padre Fernando Henrique Guirado, em resposta ao pastor Agenor Duque. |   |

| “ | Ô, Agenor Duque, você tá fazendo aquilo que o pastor da Universal fez. Você tá querendo ganhar ibope. [Se Nossa Senhora parece com uma garrafa de Coca-Cola], você parece um botijão. Ô, Agenorzão. Você tá comendo muito. Tá gordo. Tenta salvar sua alma, meu amigo. | ” |
|   | — Padre Léo Assis, em resposta ao pastor Agenor Duque. |   |

Em março de 2019, quase vinte e quatro anos depois do incidente do chute na santa, a IURD enfrentou uma nova polêmica envolvendo Nossa Senhora Aparecida. Durante uma pregação, o então bispo da denominação Rogério Formigoni interagiu com uma suposta entidade que criticou várias igrejas e religiões, afirmando que estariam “sob influência demoníaca”, e chamou a santa de "desgraçada".
O ocorrido gerou uma enorme repercussão negativa, levando a Universal a emitir um comunicado em seu site, onde descreveu a atitude de Formigoni como “imatura” e destacou a importância do discernimento espiritual em um ministro evangélico. 
O vídeo da pregação foi removido e Formigoni pediu desculpas pelo incidente. Expressando estar sinceramente arrependido.